# Jānis Ikaunieks
Cet article concerne le footballeur. Pour l'astronome, voir Jānis Ikaunieks (astronome).
Jānis Ikaunieks, né le 16 février 1995, est un footballeur letton évoluant actuellement au poste de milieu offensif au FK RFS.

## Carrière

### En club

#### FK Liepāja
Jānis Ikaunieks arpente les sélections jeunes du FK Liepājas Metalurgs, et devient même champion de seconde division avec l'équipe réserve du club. En 2013, à seulement 18 ans, il intègre l'équipe première du club. Cette saison est difficile à vivre car le club subit beaucoup de changements. Durant cette saison il dispute un match éliminatoire de Ligue Europa.
La saison suivante, le club a changé, le nom également, et au FK Liepāja, club nouveau, le jeune Ikaunieks va se faire un nom pour en devenir le meilleur joueur. Il marque 23 buts durant la saison, est élu meilleur milieu de terrain et meilleur joueur. Grâce à ses prestations, des clubs comme le Dinamo Zagreb, le VfB Stuttgart, l'Ajax, le FC Metz et l'Udinese s'intéressent à lui.

#### FC Metz
Le 23 décembre 2014, le jeune joueur signe un contrat de 4 ans au FC Metz, et fait ses débuts en 1/16èmes de finale de Coupe de France contre l'US Avranches. En France, le letton ne parvient pas à s'imposer et ne joue des bribes de matchs lors de sa première saison avec le club lorrain, n'étant titularisé que deux fois. Les messins sont également rélégués en Ligue 2 et Ikaunieks reste à Metz, où il ne réussit une nouvelle fois pas à s'imposer et ne prend part qu'à 8 matchs dans l'antichambre de l'élite, sans être décisif. 

##### Prêt en Grèce et en Lettonie
En difficulté, le joueur est prêté par son club en Grèce à l'AEL Larissa en janvier 2017, dans l'espoir de retrouver du temps de jeu. Il dispute 10 matchs avec Larissa et se montre performant, participant au maintien acquis par le club. Dans la foulée, le jeune joueur est de nouveau prêté, cette fois dans son pays natal, la Lettonie, et rejoint son club formateur, le FK Liepāja. Titulaire lors des deux premières rencontres après son retour, il se blesse au métatarse et manque 9 rencontres avec son équipe avant de revenir pour la fin de saison. 

### En sélection
Il fait ses débuts en équipe nationale le 13 octobre 2014 lors d'un match contre la Turquie à 19 ans, 7 mois et 25 jours, soit exactement l'âge de Māris Verpakovskis, qui détenait le record du plus jeune joueur à être sélectionnés avec le maillot letton.

## Statistiques détaillées
| Saison                | Club                  | Championnat           | Championnat | Championnat | Coupe(s) nationale(s) | Coupe(s) nationale(s) | Compétition(s) continentale(s) | Compétition(s) continentale(s) | Compétition(s) continentale(s) | Lettonie | Lettonie | Total | Total |
| Saison                | Club                  | Division              | M.          | B.          | M.                    | B.                    | Comp.                          | M.                             | B.                             | M.       | B.       | M.    | B.    |
| 2013                  | Liepājas Metalurgs    | Virslīga              | 19          | 4           | 4                     | 4                     | C3                             | 1                              | 0                              | -        | -        | 24    | 8     |
| 2014                  | FK Liepāja            | Virslīga              | 32          | 22          | 1                     | 1                     | -                              | -                              | -                              | 2        | 0        | 35    | 23    |
| 2014-2015             | FC Metz               | Ligue 1               | 4           | 0           | 2                     | 0                     | -                              | -                              | -                              | 2        | 0        | 8     | 0     |
| 2015-2016             | FC Metz               | Ligue 2               | 8           | 0           | 1                     | 0                     | -                              | -                              | -                              | 5        | 2        | 14    | 2     |
| Total sur la carrière | Total sur la carrière | Total sur la carrière | 63          | 26          | 8                     | 5                     | -                              | 1                              | 0                              | 9        | 2        | 81    | 33    |

## Palmarès

### En club
- FK Liepājas Metalurgs
  - Champion de 1. līga (2e division lettone) avec l'équipe réserve en 2012
  - Finaliste de la Coupe de Lettonie en 2012-2013
- FK Liepāja
  - Coupe de Lettonie en 2017
- KuPS Kuopio
  - Coupe de Finlande en 2021
  - Coupe de Finlande en 2022
- FK RFS
  - Champion de Lettonie en 2023

### Distinctions personnelles
- Deuxième meilleur buteur du championnat letton en 2014 (22 buts) derrière Vladislavs Gutkovskis (28 buts)
- Meilleur joueur du Championnat lors de la saison 2014
- Meilleur buteur du club lors de la saison 2014 (22 buts)